# Pi calcolo
Il pi calcolo, o π-calcolo è un sistema formale che descrive e analizza le proprietà della computazione di tipo concorrente.
Inizialmente sviluppato da Robin Milner, Joachim Parrow e David Walker come proseguimento del lavoro già svolto sul CCS (Calculus of Communicating Systems), rispetto ai formalismi precedenti il pi calcolo è in grado di descrivere la concorrenza anche in sistemi la cui configurazione può cambiare nel tempo, dato che permette comunicazione di nomi di canali sugli stessi canali.